# عصر حجر: پایه بولینگ
«عصر حجر: پایه بولینگ» (انگلیسی: The Flintstones: Bedrock Bowling) یک بازی ویدئویی در سبک بازی اکشن
بازی ویدئویی مسابقه‌ای بولینگ است که توسط یوبی‌سافت و در سال ۲۰۰۰ و در پلت‌فرم مایکروسافت ویندوز منتشر شده‌است.